# Arkadi Dvorkóvitx
Arkadi Vladímirovitx Dvorkóvitx (rus: Арка́дий Влади́мирович Дворко́вич; nascut el 26 de març de 1972) és un funcionari i economista rus, que fou viceprimer ministre del primer govern de Dmitri Medvédev entre el 21 de maig de 2012 i el 7 de maig de 2018. Anteriorment havia estat assistent del President de la Federació Russa entre el maig de 2008 i el maig de 2012.
Hom considera Dvorkóvitx una persona de la més estricta confiança de Dmitri Medvédev i una figura important en la política russa. Va prendre importància durant la presidència de Medvedev, però la va perdre arran del ressorgiment d'Igor Sechin. Des del 2015, director de la companyia Ferrocarrils Russos, l'empresa estatal de ferrocarrils de la Federació Russa.
El seu pare, Vladímir Dvorkóvitx, fou Àrbitre Internacional d'escacs. Dvorkovich és directiu de la Federació Russa d'Escacs, de la qual fou president entre 2010 i 2014, i fou elegit president de la FIDE l'octubre de 2018, succeint Kirsan Iliumjínov.
El març de 2022, Dvorkóvitx va condemnar la invasió d'Ucraïna per part de Rússia, dient que "Les guerres són les pitjors coses que es poden enfrontar a la vida... inclosa aquesta guerra. Els meus pensaments estan amb els civils ucraïnesos". Andrey Turchak, un diputat del partit Rússia Unida de Putin, va condemnar la postura contra la guerra de Dvorkóvitx com a "res més que la pròpia traïció nacional, el comportament de la cinquena columna, de la qual va parlar el president [Putin]...".